# Паулюс, Барбара
Барбара Паулюс (нем. Barbara Paulus; родилась 1 сентября 1970 года в Вене, Австрия) — австрийская теннисистка.
- Победительница 7 турниров WTA (6 — в одиночном разряде).
- Экс-10-я ракетка мира в одиночном разряде.
- Полуфиналистка 2 юниорских турнира Большого шлема в одиночном разряде (Roland Garros, Уимблдон-1987).

## Общая информация
Барбара — одна из двух детей Герхарда и Бригитт Паулюсов. Её брат — Вернер — пробовал себя в профессиональном баскетболе.
Австрийка подвержена определённым суевериям: выиграв на одном турнире несколько матчей подряд, она затем предпочитала пользоваться той же душевой, что и в ходе этой победной серии.

## Спортивная карьера
Барбара уже в юниорские годы проявила себя незаурядным игроком: в 16 лет она дважды побывала в полуфиналах одиночных турниров Большого шлема среди своих сверстниц: на Roland Garros-1987 уступив Наталье Зверевой, а месяц спустя — на Уимблдоне — Жюли Алар.
Первые опыты в соревнованиях профессионального тура Паулюс начала в 1985 году, попробовав себя на домашнем турнире ITF в Брегенце. Через год участие в подобных соревнованиях становится более активным, благодаря чему австриячка постепенно учится играть на равных и побеждать всё более квалифицированных соперниц. По ходу года она впервые получает место в рейтинге ассоциации, к концу года пробиваясь в Top200. Барбара очень быстро прогрессирует и уже в 1987 году пробивается в первую сотню рейтинга, после того, как неплохо проводит европейскую грунтовую серию: в мае, получив шанс сыграть в отборочных соревнованиях в Риме и Страсбурге, она сначала уверенно преодолевает их, а затем выигрывает ещё несколько матчей в основе (в Италии на росте уверенности в своих силах дополнительно положительно сказывается победа над восьмой сеяной — немкой Сильвией Ханикой). Хорошо проявив себя, Паулюс получает возможность без отбора сыграть в основной сетке взрослого турнира Roland Garros. Дебют на подобного рода соревнованиях оказывается весьма удачным: австриячка проходит несколько соперниц перед тем, как уступить Аранче Санчес-Викарио в третьем круге. Лето и осень не приносят особых результатов, а к зиме Барбара вновь выходит на пик формы, добыв полуфинал и четвертьфинал на латиноамериканских 50-тысячниках.
Постепенно Паулюс стабилизирует свои результаты, становясь всё более серьёзной силой на соревнованиях любого статуса. В мае 1988 года она выигрывает свой первый одиночный титул, переиграв в финальном матче грунтового турнира в Женеве тогдашнюю десятую ракетку мира Лори Макнил. Менее чем через три месяца удаётся выиграть и дебютный парный титул: вместе с Аранчей Санчес-Викарио завоёван главный приз соревнований в Софии, попутно обыграны две сильнейшие пары посева. В дальнейшем одиночная специализация станет для австриячки основной, а от игр в паре скоро решено будет и вовсе полностью отказаться.
На рубеже 1980-х и 1990-х годов Барбара постепенно поднимается в Top20 одиночного рейтинга, многократно бывает в финал небольших турниров ассоциации. Периодически удаётся обыгрывать действующих игроков Top10: в 1989 году одержаны победы над Крис Эверт и Хеленой Суковой, год спустя этот список пополняют Зина Гаррисон и Габриэла Сабатини. В 1990 году стабильность Паулюс достигает нового рубежа: она впервые доходит до финала соревнования второй категории (в Фильдерштадте), а в конце сезона получается дебютировать на Итоговом соревновании ассоциации. Долго, однако, продержаться на подобном уровне не удаётся — в 1991 году несколько уходит стабильность результатов, а год спустя учащаются проблемы со здоровьем: Паулюс берёт сначала шестимесячную паузу в выступлениях, а затем из-за различных проблем не выступает ещё год.
Полноценно вернуться к прежней форме удаётся лишь к началу сезона-1995: на Australian Open она впервые за девять турниров Большого шлема принимает участие в основной сетке их одиночного соревнования и сразу же доходит до четвёртого круга. По ходу того сезона австриячка прерывает свою пятилетнюю серию без титулов на турнирах WTA, выиграв сначала соревнования в Варшаве, а затем в Паттайе (тайский титул становится для неё первой подобной победой на хардовых соревнованиях). Через год этот успех удаётся развить — Барбара ещё несколько раз доходит до финалов соревнований WTA (в том числе впервые на турнире первой категории), взбирается на десятую строчку рейтинга, а также во второй раз (после пятилетней паузы) отбираясь на Итоговое соревнование.
Вновь выйдя на пик Паулюс перешла грань нагрузок, которые был способен выдержать её организм. Учащаются травмы, из-за которых приходится не просто досрочно завершать отдельные турниры, но и достаточно долго восстанавливаться: первое время все проблемы удаётся решить за несколько дней, но постепенно сроки восстановления затягиваются, что приводит к снижению результатов. Очередная небольшая травма, усугублённая осенью 1998 года, приводит к фактическому завершению игровой карьеры.
Барбара представляла Австрию на двух Олимпийских теннисных турнирах: в 1988 и 1992 годах ей предоставлялось право сыграть в одиночных соревнованиях. Особых результатов достичь не удалось, но оба раза Паулюс выигрывала в рамках этого турнира хотя бы один матч.
С 1989 по 1997 год Барбара участвовала в тринадцати матчевых встречах за национальную сборную в Кубке Федерации. За это время было сыграно 22 игры, в которых Паулюс одержала девять побед. В 1990 году она помогла австриячкам впервые в своей истории добраться до полуфинала турнира: Барбара и Юдит Визнер последовательно обыграли команды Болгарии, Японии и Великобритании, уступив лишь звёздной сборной США.

## Рейтинг на конец года
| Год  | Одиночный рейтинг | Парный рейтинг |
| 1998 | 45                |                |
| 1997 | 24                |                |
| 1996 | 13                |                |
| 1995 | 23                |                |
| 1994 | 108               |                |
| 1993 | 259               |                |
| 1992 | 208               |                |
| 1991 | 25                | 234            |
| 1990 | 15                | 338            |
| 1989 | 24                | 89             |
| 1988 | 25                | 137            |
| 1987 | 70                | 405            |
| 1986 | 165               | 310            |

## Выступления на турнирах

### Выступление в одиночных турнирах

#### Финалы турнировWTAв одиночном разряде (17)

##### Победы (6)
| Легенда:                    |
| --------------------------- |
| Турниры Большого Шлема (0)  |
| Олимпиада (0)               |
| Итоговый чемпионат года (0) |
| 1-я категория (0)           |
| 2-я категория (0)           |
| 3-я категория (2)           |
| 4-я категория (3)           |
| 5-я категория (1+1)         |

| Титулы по покрытиям | Титулы по месту проведения матчей турнира |
| ------------------- | ----------------------------------------- |
| Хард (1+1)          | Зал (0)                                   |
| Грунт (5)           | Зал (0)                                   |
| Трава (0)           | Открытый воздух (6+1)                     |
| Ковёр (0)           | Открытый воздух (6+1)                     |

| №  | Дата             | Турнир                  | Покрытие | Соперница в финале | Счёт           |
| 1. | 16 мая 1988      | Женева, Швейцария       | Грунт    | Лори Макнил        | 6-4 5-7 6-1    |
| 2. | 21 мая 1990      | Женева, Швейцария (2)   | Грунт    | Хелен Келеси       | 2-6 7-5 7-6(3) |
| 3. | 11 сентября 1995 | Варшава, Польша         | Грунт    | Александра Фусаи   | 7-6(4) 4-6 6-1 |
| 4. | 13 ноября 1995   | Паттайя, Таиланд        | Хард     | И Цзинцян          | 6-4 6-3        |
| 5. | 8 августа 1996   | Мариа-Ланковиц, Австрия | Грунт    | Сандра Чеккини     | Без игры       |
| 6. | 21 июля 1997     | Варшава, Польша (2)     | Грунт    | Генриета Надьова   | 6-4 6-4        |

##### Поражения (11)
| №   | Дата             | Турнир                 | Покрытие | Соперница в финале    | Счёт           |
| 1.  | 18 августа 1988  | София, Болгария        | Хард     | Кончита Мартинес      | 1-6 2-6        |
| 2.  | 10 июля 1989     | Аркашон, Франция       | Грунт    | Юдит Визнер           | 3-6 7-6(7) 1-6 |
| 3.  | 8 января 1990    | Сидней, Австралия      | Хард     | Наталья Зверева       | 6-4 1-6 3-6    |
| 4.  | 9 июля 1990      | Палермо, Италия        | Грунт    | Изабель Куэто         | 2-6 2-6        |
| 5.  | 15 октября 1990  | Фильдерштадт, Германия | Ковёр(i) | Мэри-Джо Фернандес    | 1-6 3-6        |
| 6.  | 1 января 1996    | Окленд, Новая Зеландия | Хард     | Сандра Кайсик         | 3-6 6-1 4-6    |
| 7.  | 1 апреля 1996    | Хилтон-Хед, США        | Грунт    | Аранча Санчес-Викарио | 2-6 6-2 2-6    |
| 8.  | 20 мая 1996      | Страсбург, Франция     | Грунт    | Линдсей Дэвенпорт     | 3-6 6-7(6)     |
| 9.  | 16 сентября 1996 | Варшава, Польша        | Грунт    | Генриета Надьова      | 6-3 2-6 1-6    |
| 10. | 28 октября 1996  | Москва, Россия         | Ковёр(i) | Кончита Мартинес      | 1-6 6-4 4-6    |
| 11. | 20 октября 1997  | Люксембург             | Ковёр(i) | Аманда Кётцер         | 4-6 6-3 5-7    |

#### Финалы турнировITFв одиночном разряде (5)

##### Победы (2)
| Легенда:        |
| --------------- |
| 100.000 USD (0) |
| 75.000 USD (0)  |
| 50.000 USD (1)  |
| 25.000 USD (0)  |
| 10.000 USD (1)  |
| 5.000 USD (0)   |

| Титулы по покрытиям | Титулы по месту проведения матчей турнира |
| ------------------- | ----------------------------------------- |
| Хард (1)            | Зал (1)                                   |
| Грунт (1)           | Зал (1)                                   |
| Трава (0)           | Открытый воздух (1)                       |
| Ковёр (0)           | Открытый воздух (1)                       |

| №  | Дата            | Турнир            | Покрытие | Соперница в финале  | Счёт        |
| 1. | 16 ноября 1987  | Вельс, Австрия    | Хард(i)  | Дениса Крайчовичова | 6-2 6-2     |
| 2. | 29 августа 1994 | Марибор, Словения | Грунт    | Мая Зивец-Скуль     | 4-6 6-4 6-0 |

##### Поражения (3)
| №  | Дата             | Турнир           | Покрытие | Соперница в финале | Счёт           |
| 1. | 27 сентября 1993 | Киргайм, Австрия | Грунт    | Лоранс Куртуа      | 1-6 3-6        |
| 2. | 4 марта 1996     | Простеёв, Чехия  | Хард(i)  | Мартина Хингис     | 1-6 4-6        |
| 3. | 27 января 1997   | Простеёв, Чехия  | Ковёр(i) | Карина Габшудова   | 7-6(7) 1-6 3-6 |

### Выступления в парном разряде

#### Финалы турнировWTAв парном разряде (1)

##### Победы (1)
| №  | Дата           | Турнир          | Покрытие | Партнёрша        | Соперницы в финале             | Счёт        |
| 1. | 8 августа 1988 | София, Болгария | Хард     | Кончита Мартинес | Сабрина Голеш Катерина Малеева | 1-6 6-1 6-4 |

#### Финалы турнировITFв парном разряде (2)

##### Поражения (2)
| №  | Дата            | Турнир         | Покрытие | Партнёрша      | Соперницы в финале                | Счёт        |
| 1. | 25 августа 1986 | Вельс, Австрия | Грунт    | Беттина Дизнер | Паулетта Морено Карин Оберлайтнер | 5-7 6-7(4)  |
| 2. | 16 ноября 1987  | Вельс, Австрия | Хард(i)  | Петра Шварц    | Петра Хенчль Ева-Мария Шюрхофф    | 6-4 4-6 6-7 |

## История выступлений на турнирах

### Одиночные турниры
| Турнир                 | 1987  | 1988  | 1989          | 1990          | 1991          | 1992  | 1994  | 1995  | 1996  | 1997  | 1998  | Итог   | В/П за карьеру |
| ---------------------- | ----- | ----- | ------------- | ------------- | ------------- | ----- | ----- | ----- | ----- | ----- | ----- | ------ | -------------- |
| Турниры Большого Шлема |       |       |               |               |               |       |       |       |       |       |       |        |                |
| Australian Open        | -     | -     | -             | 4Р            | 2Р            | 1Р    | -     | 4Р    | 2Р    | -     | 1Р    | 0 / 6  | 8-6            |
| Roland Garros          | 3Р    | 3Р    | 2Р            | -             | -             | -     | К     | 1Р    | 3Р    | 4Р    | 1Р    | 0 / 8  | 11-8           |
| Уимблдон               | 1Р    | -     | -             | 1Р            | -             | -     | -     | 2Р    | -     | 2Р    | 1Р    | 0 / 5  | 2-5            |
| US Open                | -     | -     | 4Р            | 4Р            | 2Р            | 1Р    | -     | 2Р    | 3Р    | 1Р    | 1Р    | 0 / 8  | 10-8           |
| Итог                   | 0 / 2 | 0 / 1 | 0 / 2         | 0 / 3         | 0 / 2         | 0 / 2 | 0 / 1 | 0 / 4 | 0 / 3 | 0 / 3 | 0 / 4 | 0 / 27 |                |
| В/П в сезоне           | 2-2   | 2-1   | 4-2           | 6-3           | 2-2           | 0-2   | 1-1   | 5-4   | 5-3   | 4-3   | 0-4   |        | 31-27          |
| Олимпийские игры       |       |       |               |               |               |       |       |       |       |       |       |        |                |
| Летняя олимпиада       | НП    | 3Р    | Не проводился | Не проводился | Не проводился | 2Р    | НП    | НП    | -     | НП    | НП    | 0 / 2  | 3-2            |
| Итоговый турнир года   |       |       |               |               |               |       |       |       |       |       |       |        |                |
| Chase Championships    | -     | -     | -             | 1Р            | -             | -     | -     | -     | 1Р    | -     | -     | 0 / 2  | 0-2            |

К — проигрыш в отборочном турнире.